# Rådmansgatan, Stockholm

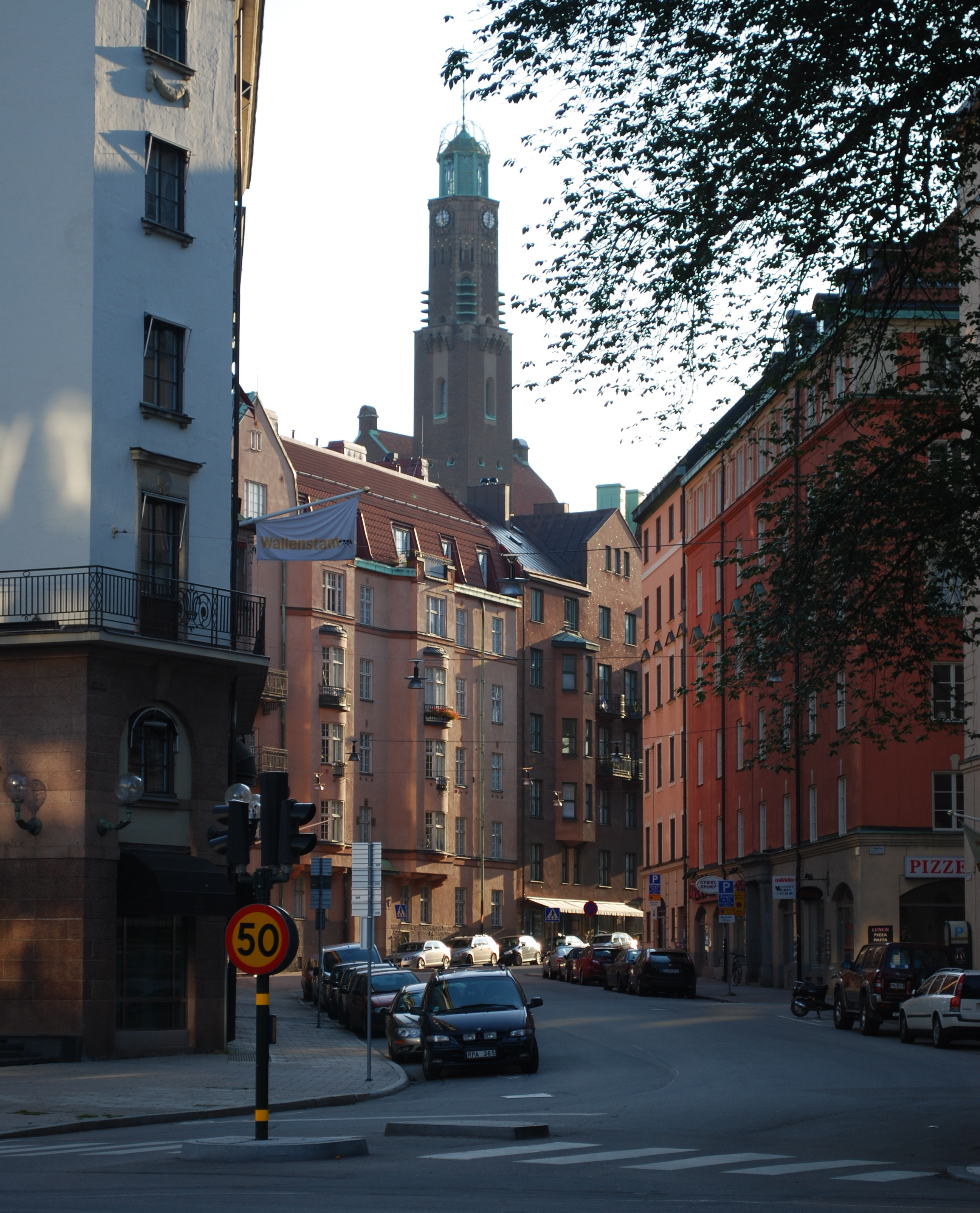
Rådmansgatan i nordöstlig riktning sedd från Birger Jarlsgatan. I bakgrunden skymtar Engelbrektskyrkan.

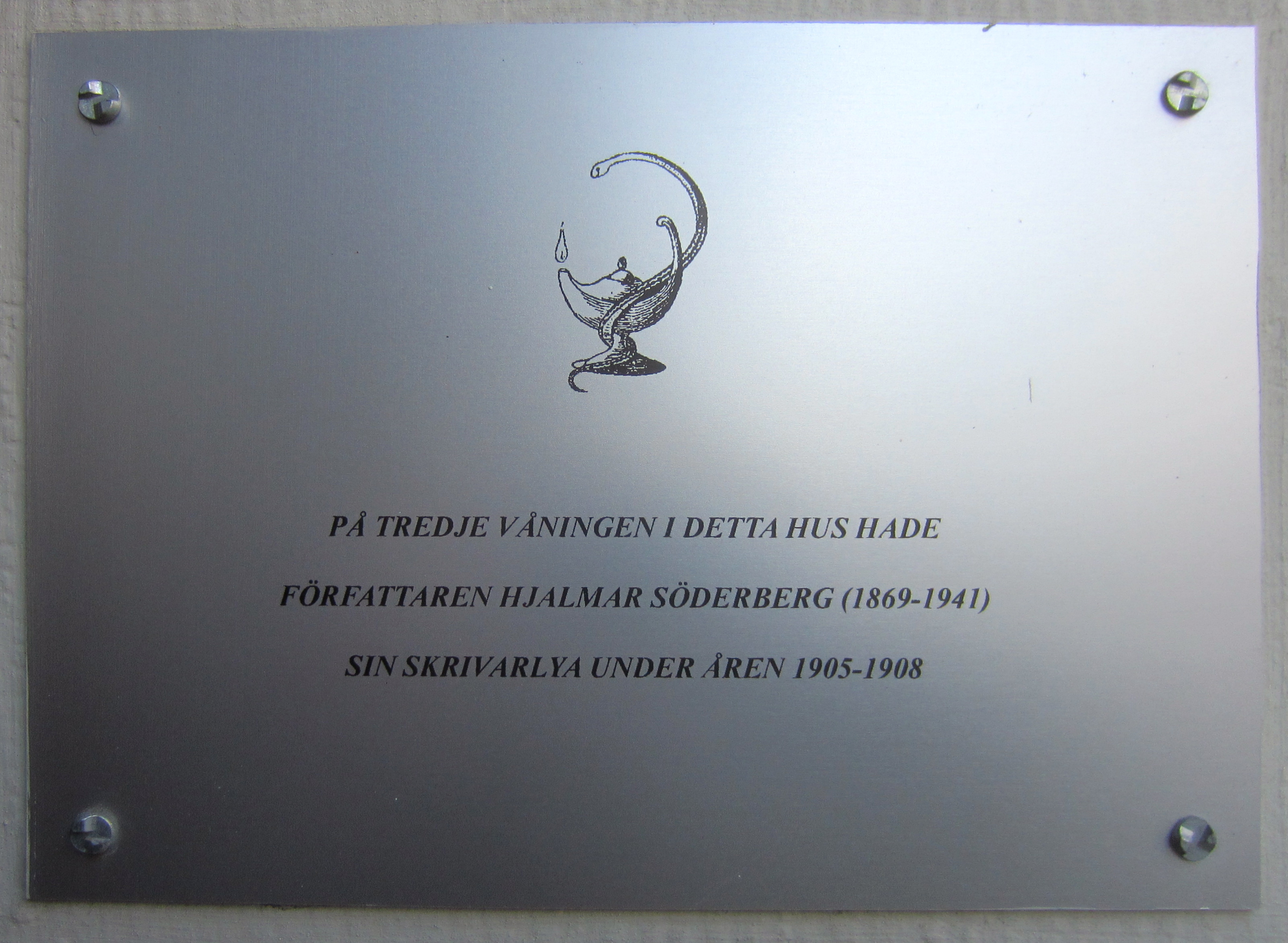
Plakett på Rådmansgatan 73 där Hjalmar Söderberg hade en dubblett, som "skrivarlya", på tredje våningen.

Rådmansgatan är en gata i Stockholms innerstad, i stadsdelarna Vasastaden och Östermalm. 
Gatan sträcker sig från Dalagatan 14, till Holländargatan 30 där en trappa leder ner till Saltmätargatan 13. Där fortsätter gatan mot nordöst till Karlavägen 14 där den har ett avbrott. Den sista biten av Rådmansgatan går från Karlavägen 20 via rondellen vid Östermalmsgatan 31 för att sluta vid Engelbrektsgatan 43 intill Lill-Jans plan.  
Gatan har fått sitt namn efter rådmannen Nils Nilsson Emporagrius, 1607–1681, tomtägare i kvarteret Vega, Rådmansgatan 70.

## Området
Området längs Rådmansgatan kallades förr för det litterära Stockholm. Men senare tid även för kunskapskvarteret. Rådmansgatan från Östermalm till Vasastaden finns olika institutioner för vetenskap, undervisning och forskning. Större delen av Rådmansgatan har en 1880 tals arkitektur. Under 1920-talet uppfördes flera byggnader, ritade av tidens främsta arkitekter: Stadsbiblioteket med sin stränga geometriska form, Handelshögskolan för utbildning av civilekonomer och högskolebyggnaden på Norrtullsgatan med en imponerande tempelgavel mot Drottninggatan. Flertalet av universitetets institutioner flyttade på 70-talet ut till Frescati. Området vid Rådmansgatan som står där idag byggdes fram under 1920-talet, detta var i samband med Observationskullens framväxt med framstående arkitektur. Observationskullen ligger i närheten av Rådmansgatan. 
Tidigare har även ett fängelse legat placerat på Rådmansgatan, Östermalmsfängelset som byggdes 1895–1897 och revs 1968. Det var ett fängelse med 115 celler för kvinnor, det var passande på denna tid för ett fängelse på denna plats då det låg i utkanten av stan men även på grund av att innan 1920-talet var det som sagt en låg bebyggelse. Östermalmsfängelset låg på Rådmansgatan vid hörnet av Östermalmsgatan.

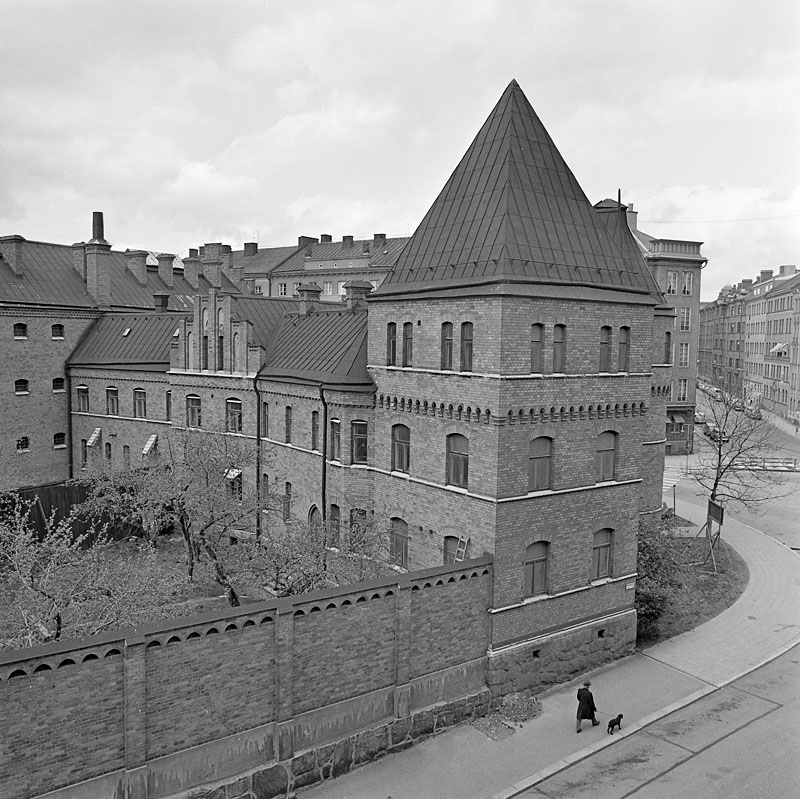
Östermalmsfängelset 1968

## Hus längs gatan
- Nummer 12 : Tekniska högskolans arkitektursektion
- Nummer 45 : Tunnelbanestation Rådmansgatan
- Nummer 47 : f.d. Åhlen och Åkerlunds tryckeri
- Nummer 51 : Handelshögskolan i Stockholm
- Nummer 53 : Anckarströmska huset
- Nummer 62 : f.d. Stockholms högskolas kårhus
- Nummer 64–70 : Stockholms universitet
- Nummer 69 : S:t Peters hem för gamla
- Nummer 73: Plakett vid porten, att Hjalmar Söderberg hade en "skrivarlya" på tredje våningen i huset.
- Nummer 81–83 : Stockholms musikgymnasium

## Rådmansgatan som namn på Folkungagatan
Dagens Folkungagatan på Södermalm hette under en period före den stora namnrevisionen Rådmansgatan. Beteckningen förekommer i Holms tomtbok från 1674 samt på Petrus Tillaeus karta från 1733.